# Anthopterus pterotus
Anthopterus pterotus är en ljungväxtart som först beskrevs av Albert Charles Smith, och fick sitt nu gällande namn av J. L. Luteyn. Anthopterus pterotus ingår i släktet Anthopterus och familjen ljungväxter. Inga underarter finns listade i Catalogue of Life.